# Histoire des Juifs à Radom
Les premiers Juifs se sont installés à Radom dans le courant du XVIe siècle, mais la communauté a commencé à prospérer à partir du XIXe siècle, quand les Juifs ont reçu les mêmes droits civils que les autres citoyens. Très actifs dans le commerce et l'artisanat, ils ont participé pleinement au développement économique de la ville. Avant la Seconde Guerre mondiale, avec plus de 25 000 membres, ils représentent environ 1/3 de la population. La communauté a été complètement anéantie pendant la Shoah. Actuellement, il ne reste quasiment plus de Juifs à Radom  
Radom est une ville de Pologne dans la voïvodie de Mazovie, située à environ 100 km à l'Ouest de Lublin et à 140 km à l'Est de Łódź. La ville compte actuellement près de 212 000 habitants. 

## Histoire de la communauté juive

### Les débuts de l'implantation juive
Les premiers Juifs s'installent probablement à Radom avant 1567, car un inventaire municipal fait mention d'emplacements vides rue Żydowska, la rue aux Juifs ; mais on ignore si une communauté juive existe à cette époque.
En 1724, le roi Auguste II, à la demande des habitants de la ville, octroie le Privilegium de non tolerandis Judaeis à la ville de Radom. Les Juifs ont l'interdiction de résider en ville et d'y faire du commerce. Cette interdiction est suspendue lors des sessions du Sejm pendant lesquelles les marchands juifs sont autorisés à entrer en ville. Malgré l'interdiction, quelques Juifs s'installent en ville illégalement mais la majorité d'entre eux sont forcés de quitter Radom à la suite des décrets d'expulsion de 1743 et 1746. 
Selon certaines sources, il y aurait en 1765 entre 65 et 67 Juifs vivant dans les faubourgs de Radom, et en 1787 plus de 90. En 1798, à la demande d'Alexandre Potkański, staroste de Radom, les Juifs sont autorisés à retourner en ville et à s'installer dans un quartier assigné sur le Jurydyka, un territoire sous la juridiction du staroste, situé près de l'ancien château. De plus, sous la juridiction du staroste, les Juifs ne payent pas d'impôts au trésor de la ville, dont les finances se détériorent fortement. Malgré l'interdiction, les Juifs exercent leur activité ce qui conduit à des conflits et des désaccords avec les catholiques de Radom. Après 1814, les Juifs sont autorisés à s'installer en dehors du quartier réservé, mais seuls les représentants les plus aisés de la communauté juive, par exemple les banquiers, les riches marchands, les avocats et les docteurs, ont les moyens de vivre au centre-ville. En dépit de ces restrictions, en 1902, les Juifs possèdent 41 % de tout l'immobilier de la ville.

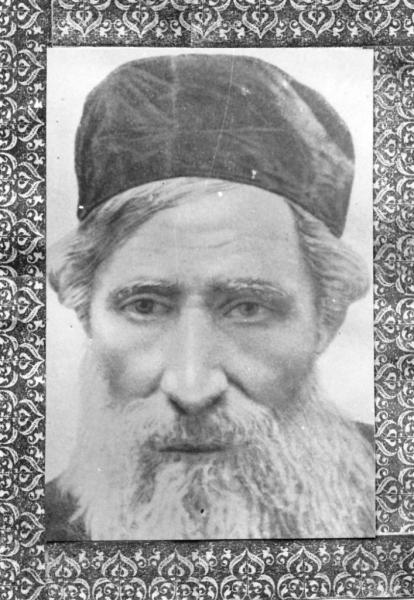
Le rabbin Samuel Mohaliver.

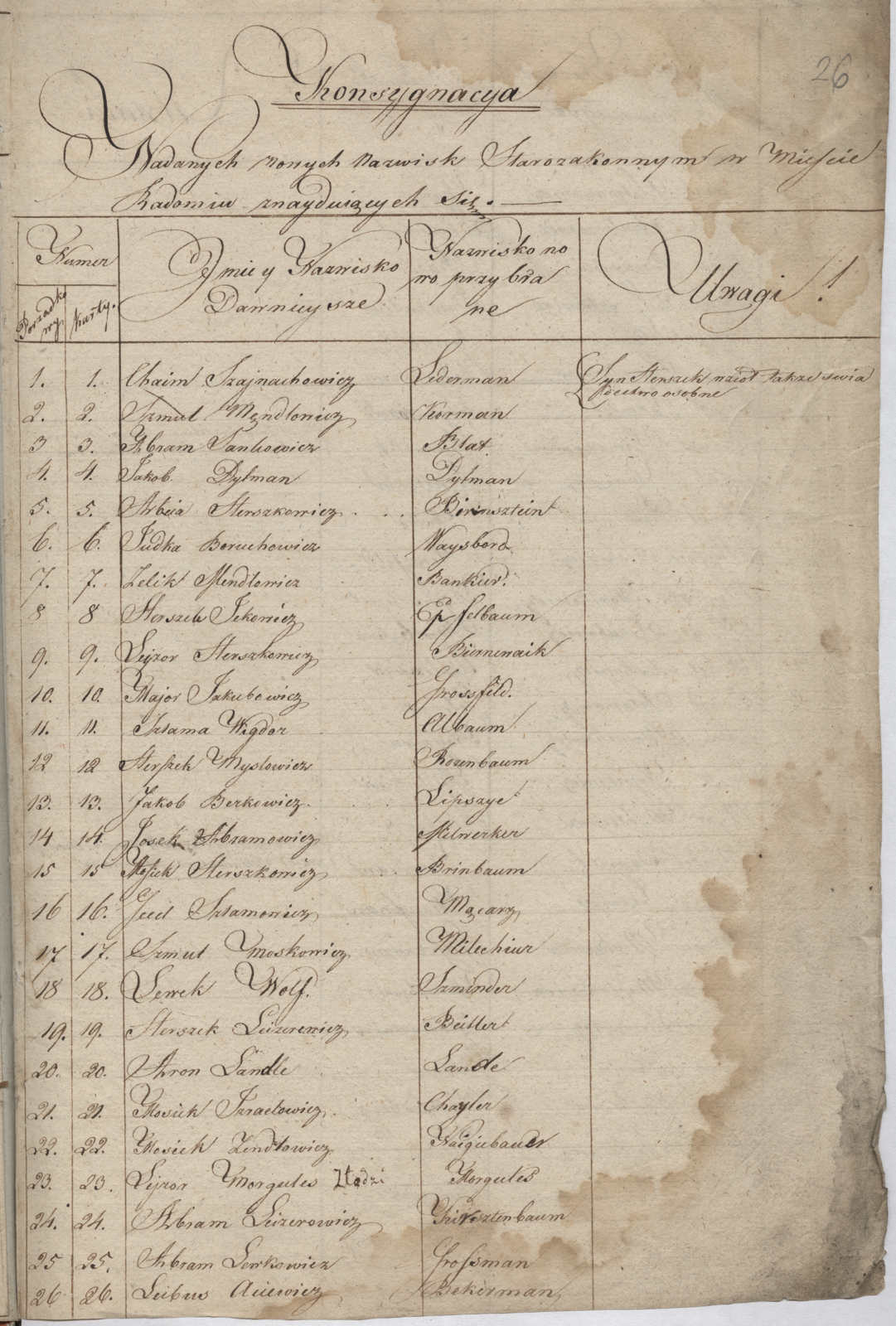
1822 : les Juifs de Radom doivent choisir des noms de famille.

Le cimetière juif épidémique, d'une superficie de 2,5 ha est établi en 1831 à la suite d'une épidémie de choléra. Il est transformé en 1837 en cimetière communautaire et sera agrandi en 1902 et 1911 et entouré d'un mur. La première synagogue est érigée en 1844, à l'intersection des rues Bóżnicza et Podwalna. Elle sera pillée et saccagée par les nazis en 1939 et démolie en 1945. Suivra la construction en 1847 d'un hôpital juif, puis d'un mikvé et d'une école juive. De 1868 à 1883, le rabbin de Radom est Samuel Mohaliver, grand érudit de Torah, et un des fondateurs du mouvement sioniste des Amants de Sion. Dans la seconde moitié du XIXe siècle, deux communautés ont une position importante, la communauté orthodoxe, et les hassidim. Plusieurs Shtiebels (maisons de prière) fonctionnent en ville; elles réunissent les fidèles de tsadiks de Góra Kalwaria, d'Aleksandrów Łódzki et de Kozienice. Le mouvement de la Haskala, influencé par le mouvement des Lumières, a aussi de nombreux partisans, surtout parmi les Juifs éduqués. 

### La communauté auXIXesiècle
Le XIXe siècle est pour la communauté juive de Radom une période de développement économique intense. En 1838, 20 marchands juifs font du commerce dans les alcools et le parfum, 14 sont producteurs de denrées alimentaires et 15 sont commerçants. Les entrepreneurs juifs apportent une contribution significative dans la croissance de l'industrie à Radom. Quand en 1841, toutes les interdictions concernant l'activité économique juive sont abolies, la famille Beckerman ouvre une usine de matériel de construction. De nombreuses autres entreprises privées juives voient le jour :  Izrael Szotland dirige une usine de vinaigre et d'allumettes, Jakub Dytman  une usine de savon et de bougies et Szulim Bloch, le père du banquier et pionnier du chemin de fer polonais, Jean de Bloch, une usine de production de talits (châles de prière).
Depuis les années 1860, les Juifs ont obtenu l'égalité des droits et la possibilité de vivre dans toute la ville, ils sont principalement implantés dans deux secteurs de la ville. Tout d'abord dans la vieille ville, c'est-à-dire la place du marché et les rues: Wałowa, Reja, Mirecka, Mleczna, Starokrakowska, Mariacka, Bóżnicza, Przechodnia, Pereca, Rwańska. Le deuxième secteur est le quartier de Glinice, et les rues suivantes : Dolna, Złota, Kośna, Staroopatowska, Fabryczna, Głowa¬ckiego, Kwiatkowskiego.

### La communauté auXXesièclejusqu'à laSeconde Guerre mondiale
Pendant la période de l'entre-deux-guerres, les Juifs représentent entre 30 et 32 % de la population totale de la ville et constituent la plus importante communauté juive de la partie centrale de la Pologne. Près de la synagogue, située à l'angle des rues Podwalcza et Bożnicza, on trouve 12 autres maisons de prière, dirigées entre autres par: Abram Mentlik, Zelik Goldfarb, Nusyn Rozencwajg, Szlomo Frydman, Szmul Frydman, Mordka Opatowski, Szlomo Margulis, Mojżesz Szmendra, Luber-Majlech Rokcach, Icek Leslau, Josek Tejchman et Józef Rabinowicz. Dans un bâtiment au 6 rue Obozisko, se trouvent un orphelinat, un abri pour personnes âgées et une petite synagogue, où les soldats juifs du 72e régiment d'infanterie peuvent prier. 
La communauté juive de Radom est assimilée jusqu'à un certain point, et la voie d'acculturation de certains individus et groupes a un caractère plutôt superficiel et marginal. Les citoyens Juifs de Radom participent activement au développement de la ville. Ils participent aux activités politiques, sociales et culturelles et sont surreprésentés dans le domaine bancaire et parmi les professions libérales,.   
Juste avant la Seconde Guerre mondiale, 58 % des Juifs travaillent dans l'artisanat ou les services, 18 % sont des ouvriers, 12 % des commerçants et 2,5 % exercent une profession libérale. Ils possèdent 60 à 75 % des tanneries, et des ateliers de maroquinerie et de cordonnerie de la ville avec entre autres les tanneries suivantes :  Praca appartenant à Mordechaj Cemach ; Zakowice, fondée au début du XIXe siècle par Szmulek Adler et dirigée par ses héritiers et vendue en 1925 à Iser Lipszyc ; Firlej installée dans les faubourg de Radom et appartenant à Abram Mordka Den. En 1926, elle commence la production d'article de maroquinerie de luxe; les plus petites tanneries A.D. Rottenberg i Sk-a ; Gelka ; Lux ; Makower ; Ogniwo ; Elgold et de nombreuses autres. De même, presque la totalité des ateliers de fonderie de la ville sont entre les mains des Juifs, tels que :  les fonderies Goldamn, Stellman, et Salbe ; Usine de clous et fils Tannenbaum et Reinfeld ; l'usine de fer forgé et moulé M. Horowicz i S-ka ; la fonderie de fer de M. Rubinsztajn et l'usine d'émaillage Glinice appartenant à Izrael Rozenberg et Józef Diament. Les Juifs possèdent aussi la majorité des  usines de matériaux de construction de la ville. 
À partir de 1901, la briqueterie Firlej, appartenant dans l'entre-deux-guerres à Abram Mordka Den, va fabriquer annuellement jusqu'à 2,4 millions de briques. Dans les années 1920, deux autres briqueteries sont fondées, Halinów appartenant à Marian Rozenbaum et Żakowice à Samuel Adler. En 1933, démarrent une briqueterie à vapeur et en 1937 la fabrique de briques Celestynów. En 1901, la fabrique de faïences appartenant à Abram Mojżesz Rottenberg se développe et exporte sa production de vasque et de toilettes. Les entrepreneurs juifs possèdent aussi l'usine de meubles en bois cintré, des usines de contreplaqués, de placage et de tonneaux ainsi que l'usine Jawa de chicorée et de produits alimentaires.
Dans les années 1920 et 1930, les Juifs sont responsables de la grande majorité du commerce et des services à Radom. À Radom, selon des données des années 1926-1929, les juifs sont propriétaires de presque 90 % de tous les petits ateliers d'artisanat ou de services fonctionnant en ville, c'est-à-dire, les ateliers de tôles en acier, les coiffeurs, les fabricants de casquettes, les bijoutiers, les tailleurs, les chapeliers, les producteurs de bottes, les cordonniers, les peintres, les fabricants de boites, les selliers, les menuisiers, fabricants de papiers peints, les tourneurs et les horlogers ainsi que la majorité des boutiques de pâtisseries.
Il y a aussi des imprimeries juives, dont l'une située 25 rue Żeromski appartenant à Naftali Hersz Żabner; et une autre au 20 rue Szwarlikowska propriété de Majre Herc, ainsi que plusieurs autres de taille plus modeste créées au début des années 1930, comme : Polonia de M. Cuker ; Rekord de Dawid Szajnbaum; ainsi que celles de Naftali Hersz Żabner ; de Jankiel Frydman ; de Moszke Fiszer ; d'Oszer Rydz et de Szlomo Gotlib. Près de 500 Juifs sont membres de guildes juives actives à Radom, et plusieurs représentants de la communauté juive sont actifs au bureau de la Chambre de l'artisanat de Kielce. 
Selon les données estimées, pendant la période de l'entre-deux-guerres, les Juifs dominent aussi dans le commerce de gros et de détail. 60 à 70 % des entrepôts et magasins appartiennent à des Juifs, dont les magasins de textile, de mercerie, de chaussures, de produits coloniaux, les boucheries et épiceries, les maroquineries, ainsi que les commerces de carburant et de matériaux de construction.                     
Radom est un centre économique très important et il existe de nombreuses institutions financières juives. Pour les années 1933-1934, il y a 18 banques juives ainsi que des banques de crédit, d'épargne et de paiement. Dans les années 1920, une des institutions les plus prospères est le Crédit coopératif pour le commerce et l'artisanat, dirigé par Maurycy Frenkel et W. Adler. Il s'effondre au début de 1933 à la suite de détournements effectués par sa direction. On peut citer, parmi les autres établissements financiers juifs : la Bank Rzemieślniczy (Banque pour l'artisanat) dirigée par Mojżesz Rubinsztajn ; la Bank Kupiecki (Banque d'affaires) gérée par Natan Zygman et Piotr Frenkel; la Bank Ludowy (Banque populaire)  de Wajcman ; la Kasa Spółdzielcza Kredytowa (Caisse coopérative de crédit) de Jechiel Frenkel et la Bank Kredytowy (Banque de crédit) de Rozenberg. Pendant les années 1925 à 1937, les Juifs siègent au Conseil de surveillance de la Société de crédit de la ville de Radom composé de nombreux membres. Ils sont aussi membres de l'Association des industriels du district de Radom et de l'Association des commerçants du district de Radom.   

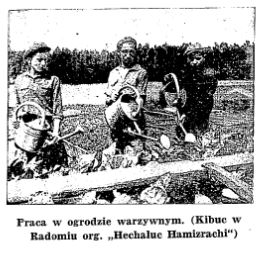
Le mouvement sioniste HeHalutz forme des femmes à la colonisation agricole avant leur départ en Palestine.

Depuis le début du XXe siècle, de nombreux partis juifs existent à Radom avec leurs organisations sociales et leurs institutions culturelles. Au début des années 1920, les organisations orthodoxes et socialistes sont les plus importantes dans la communauté juive. Cependant le mouvement sioniste gagne de plus en plus de partisans, jusqu'à devenir dans les années 1930 le mouvement politique le plus fort. On compte à Radom de nombreuses institutions éducatives et culturelles ainsi que de nombreux clubs sportifs juifs. 

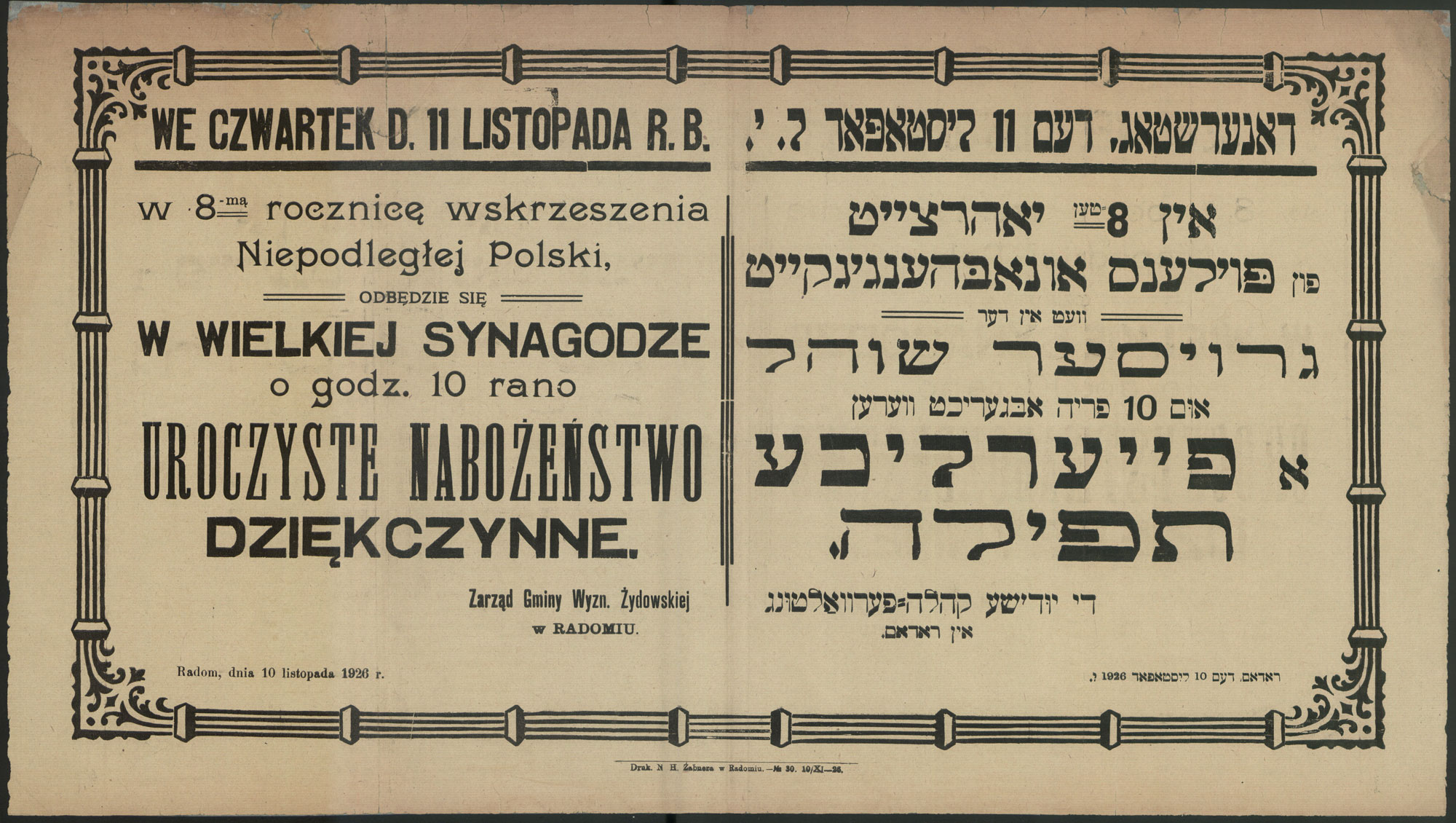
Affiche de 1926, appelant les Juifs à venir prier à la synagogue pour la prospérité de la Pologne

Durant la période de l'entre-deux-guerres, 18 journaux et magazines juifs de différents types sont imprimés à Radom. Publiés principalement en yiddish, la plupart ont un caractère éphémère: le magazine de gauche Dos Fraye Wort (Le mot libre) est publié en février 1919 ; le Radomer Wochenblatt (Magazine hebdomadaire de Radom) est publié de 1920 à 1922 ; le Radomer Lebn (La vie de Radom) parait en 1923 et est transformé en 1927 en Radomer-Kelcer Lebn (La vie de Radom et de Kielce) ; De 1922 à 1925 parait le journal sioniste Radomer Tsaytung (Journal de Radom) qui est réactivé en 1928 sous le nom Radomer- Kieltsar Tsaytung avant de s'arrêter définitivement en 1929 ; En 1924 paraissent pendant quelques mois deux nouveaux magazines : un hebdomadaire indépendant Radomer Nayes (Les nouvelles de Radom) et le Radomer-Kieltser Moment (Le moment de Radom et de Kielce). En 1932, d'autres magazines locaux commencent à être publiés : un quotidien orthodoxe Radomer Folksblatt (Journal du peuple de Radom) et un magazine Radomer Shtime (La voix de Radom); En 1933, le Radomer Express (L'express de Radom) sort pendant un mois ; En 1936 trois magazines juifs apparaissent localement, publiés en polonais : un indépendant Nasz Tygodnik (Notre hebdomadaire), un sioniste Trybuna Młodych (La tribune de la jeunesse) et un indépendant Trybuna (La tribune). Les deux premiers magazines vont disparaitre rapidement pour des raisons financières. Le troisième va survivre jusqu'en 1939. Des magazines littéraires et artistiques sont aussi publiés : en 1926, un seul numéro de Naye Vintn (Les nouveaux vents) parait; en 1930 et 1931 deux numéros de Literarishe Grupe (Le groupe littéraire) paraissent et de 1930 à 1932 un périodique Junge Dichtung (La jeune poésie) est publié. En plus, deux magazines scolaires Jutrzenka (L'aube) et Ku wyżynom (Vers les hauteurs) paraissent quelques fois par an entre 1925 et 1930. Un quotidien Der Radomer Shpigl (Le miroir de Radom) ainsi que d'autres publications paraissent de façon occasionnelle comme Dos Literarishe Radom (Le Radom littéraire) en 1928 ou Shtaplen (les marches) en 1929. La presse juive de Kielce est aussi distribuée à Radom,.      
Dans les années 1930, de nombreux Juifs de Radom émigrent en raison de l'augmentation des conflits ethniques, de la détérioration de la situation économique et de la popularité croissante de l'idéologie sioniste. Selon les données estimées de 1932 à 1939, environ 5 000 Juifs de la voïvodie de Kielce émigrent de façon permanente en Palestine et environ 5 000 autres vers l'Amérique du Nord et l'Amérique du Sud, ainsi que vers d'autres pays européens comme le France, l'URSS, l'Allemagne, l'Autriche, la Belgique et l'Angleterre.  
Un survivant de la Shoah, Ben-Zion Gold décrit sa ville avant la Seconde Guerre mondiale:
« Les Juifs vivaient parmi les Polonais, mais il y avait aussi un quartier juif dans la ville, dont le cœur était la rue Wałowa. Il y avait (...) plusieurs shtiebels et un mikvé - un bain public (...). Wałowa et les rues avoisinantes étaient remplies de boutiques juives - boucheries casher, librairies, magasins de vêtements et de chapellerie. Avant Pessa'h, mon père m'emmenait à Wałowa et m'achetait un nouveau chapeau. Je portais une casquette juive - elle était noire, avait une petite visière en tissu et ressemblait un peu à une casquette de baseball. À Wałowa, il y avait aussi la plus grande et la meilleure épicerie fine juive, où vous pouviez acheter des collations, des spécialités, divers types de bière (...). Je me suis senti chez moi à Wałowa. J'étais fasciné par la vitalité de cet endroit, la variété des magasins, l'agitation de la foule juive. (...) Pendant le chabbat et les jours fériés, Wałowa était très différente du reste de la ville. (...) Les magasins étaient fermés, et des gens vêtus de vêtements de fête marchaient calmement vers la synagogue. À midi, alors qu'ils prenaient leur repas de fête, les rues étaient vides. Wałowa observait le chabbat et respectait les jours fériés,. »

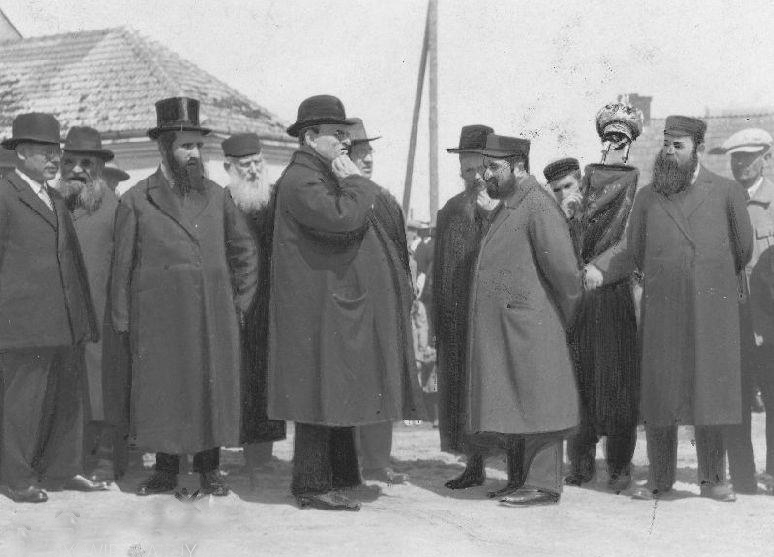
Groupe de Juifs un jour de fête religieuse
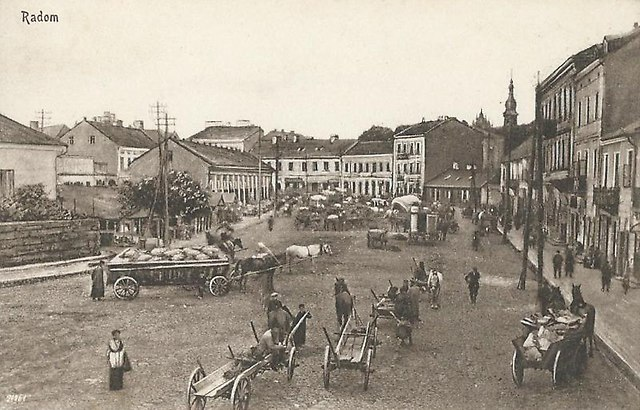
Rue Walowa au début du XXe siècle
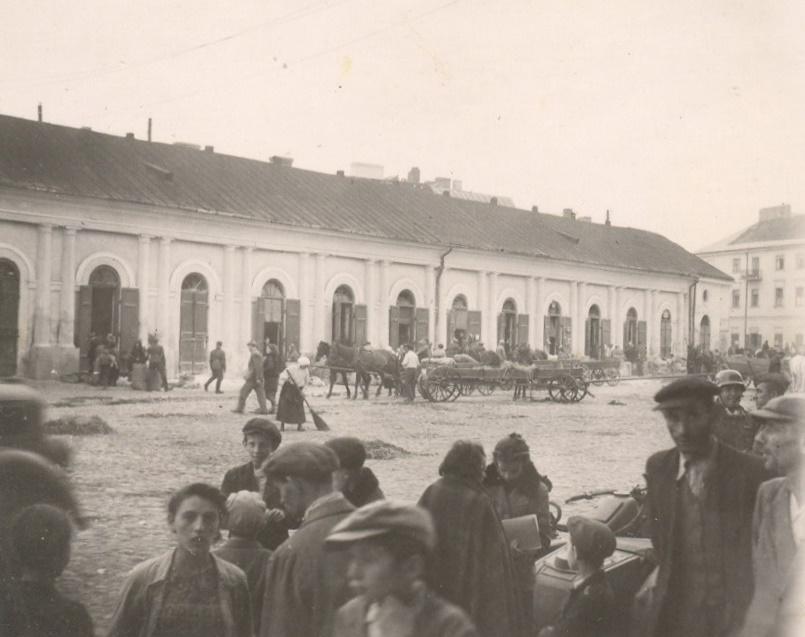
Rue Walowa au début du XXe siècle
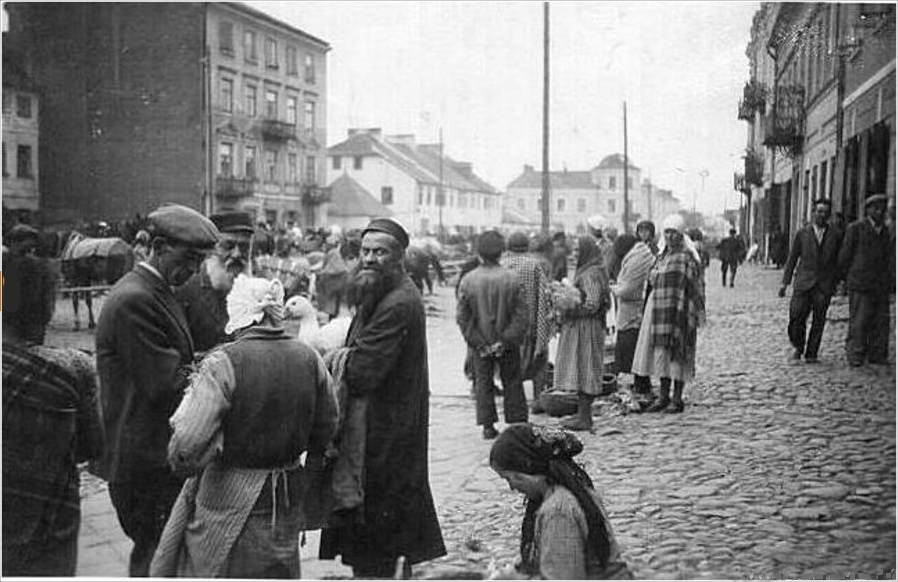
Rue Walowa au début de la Seconde Guerre mondiale

### LaSeconde Guerre mondiale

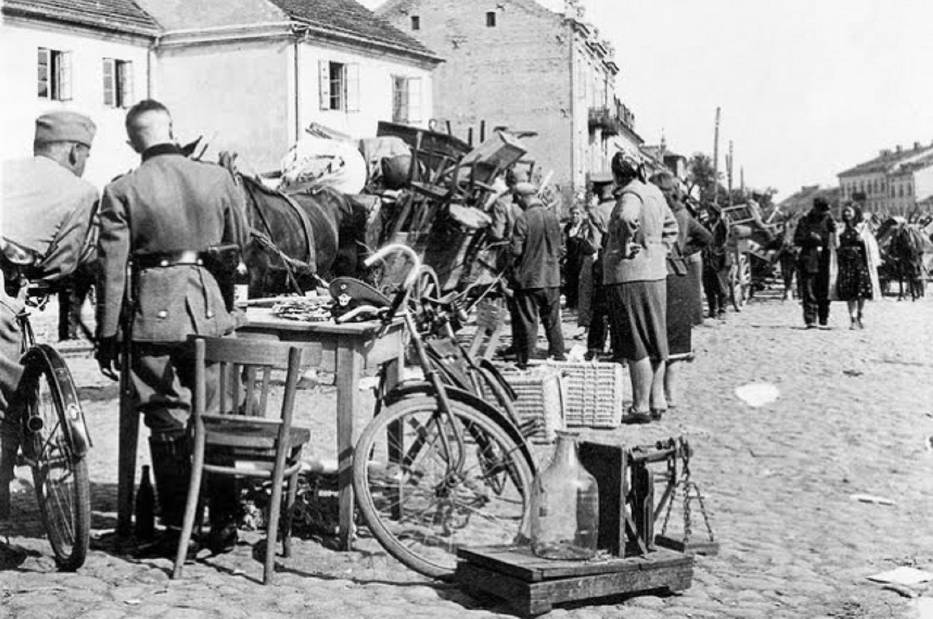
Confiscation des biens juifs par les Allemands

Au 1er septembre 1939, les historiens estiment que 30 000  à 32 000 Juifs vivent à Radom.
Au déclenchement de la Seconde Guerre mondiale, au tout début septembre 1939, entre 1 000 et 2 000 Juifs s'enfuient de Radom vers l'Union soviétique. Les Allemands conquièrent Radom le 8 septembre 1939. Dès l'occupation de la ville, l'Einsatzkommando 6 / II de Radomsko persécute la population juive et dans une moindre mesure la population polonaise. Ils rouent de coups les Juifs, coupent la barbe des religieux, violent les femmes, pillent les maisons des Juifs. Les autorités militaires allemandes prennent en otages, pour garantir la paix dans la ville, des membres du Comité d'entraide sociale, créé le 4 septembre après le départ des autorités de l'État.
Le 23 septembre 1939, un groupe de Juifs est emprisonné dans une synagogue, puis transporté dans les caves de l'usine d'armement Fabryka Broni Radom, où ils sont roués de coups pendant de longues heures.  Les 10 et 11 novembre 1939, les Allemands arrêtent des représentants de l'intelligentsia polonaise et juive, y compris de nombreux médecins qui sont maltraités pendant leur détention,.
En novembre et décembre 1939, près de 1 500 Juifs principalement de la région de Łódź sont envoyés à Radom après la décision d'Heinrich Himmler concernant l'expulsion de tous les Juifs et d'une partie des Polonais de la nouvelle région de la Warta (Reichsgau Wartheland) rattachée au Reich allemand. En décembre 1939, le Judenrat de Radom est établi, dirigé par Josef Diament.
Les Allemands reprennent la prison de Radom et le 15 novembre 1939, créent à Radom un tribunal spécial ayant compétence pour les districts de Radom, Iłża, Końskie et Opatow. Il est chargé de juger de nombreuses questions factuelles telles que cacher ou héberger des personnes recherchées, écouter la radio, procéder à un abattage secret ou faire du commerce illégal de nourriture. Ils jugent également les cas d'évasion de camp de travail forcé, y compris les cas de complicité d'évasion.
Dès le 9 septembre, les magasins et ateliers détenus par des Juifs font l'objet d'un marquage spécial. Une contribution de 300 000 złotys et de 10 000 marks est imposée aux habitants juifs de Radom dès l'arrivée des Allemands, et en décembre une autre contribution de 2 millions de złotys est imposée aux Juifs du district de Radom.  À la fin de l'automne, début de l'hiver 1939, les meilleures maisons de la ville sont réquisitionnées par les autorités allemandes et leurs occupants Juifs ou Polonais, sont chassés. 
En janvier et février 1940, les Allemands procèdent à un inventaire des propriétés juives. Tous les biens juifs, les usines industrielles et artisanales, les magasins, les maisons et autres biens immobiliers sont confisqués ou placés sous séquestre allemand. Les Allemands prennent le contrôle des banques juives avec les actions détenues par des Juifs et en 1941, les imprimeries juives de Radom sont fermées, leurs machines sont soit exportées en Allemagne soit vendues à des imprimeurs polonais.  

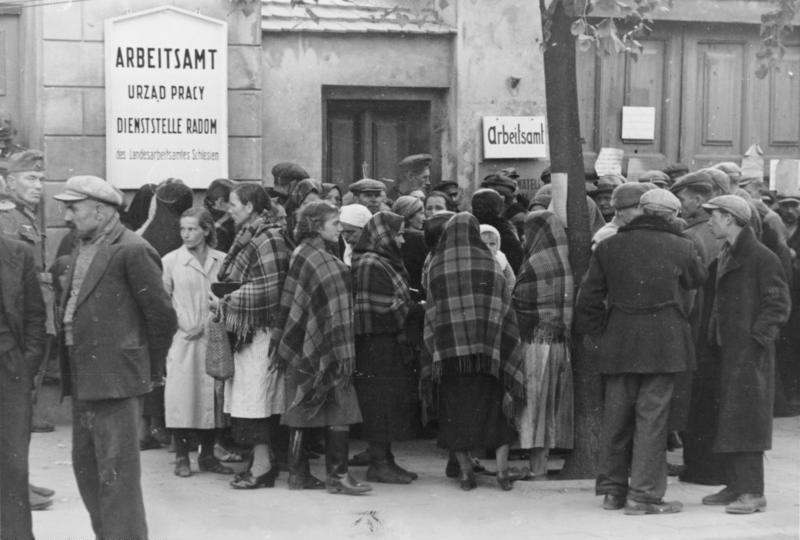
La queue devant l'Arbeitsamt.
Bundesarchiv

Au début de l'automne 1939, avant la mise en place de l'administration civile allemande à Radom, un bureau du travail (Arbeitsamt) est créé, qui jusqu'au début de l'Opération Reinhard et la liquidation des ghettos, sera responsable du Judenrat une fois celui-ci créé. Le 26 octobre 1939, le travail forcé est introduit pour les Polonais et les Juifs, pour toutes personnes âgées de 14 à 60 ans,. Les ouvriers juifs proviennent initialement de rafles effectuées dans la rue, mais plus tard ils seront désignés par le Judenrat.
Lors de l'hiver, au tournant de 1939 et 1940, les Allemands utilisent des Juifs pour déneiger les routes de Radom à Białobrzegi, à Skarżysko-Kamienna et à Kielce. D'autres sont utilisés pour construire et élargir la route de Piotrków Trybunalski à Kielce via Radom, ainsi que pour étendre les lignes de chemin de fer et les aéroports autour de Radom. À partir du printemps 1940, des Juifs sont envoyés effectuer des travaux de drainage dans les environs de la ville. Les Juifs de Radom travaillent également pour l'armée allemande, dans l'industrie métallurgique et dans l'industrie du cuir .
Au début de 1940, des camps de travail forcé sont ouverts dans la région de Radom, principalement à Chruślice, Jedlanka, Kruszyna, Kacprowice, Jedlińsk, Wola Gozdowska, Lesiów, Dąbrowa Kozłowska et Wolanów. Des contingents de travailleurs sélectionnés sont envoyés dans ces centres. En aout 1940, 2 269 jeunes hommes et jeunes femmes sont déportés vers les camps de travail forcé de la région de Lublin, principalement à Bełżec, Mircze et Cieszanów. Certains sont envoyés pour la construction de la ligne Otto, une ligne de tranchées et de fortifications entre la partie de la Pologne occupée par l'Allemagne et celle occupée par l'Union soviétique. À partir du 20 juin 1940, le temps de travail est étendu à 10 heures par jour, et plus en cas de nécessité. Les juifs travaillent sept jours sur sept, sans jour de repos.
En décembre 1940, un décret impose qu'environ 2 000 Juifs de Radom soient expulsés vers les districts de Busko et d'Opatów. Le Judenrat de Radom sélectionne alors les personnes âgées, les handicapés et les pauvres. Au début de 1940, les Juifs expulsés de la partie nord de la Mazovie devenue le Regierungsbezirk Zichenau, commencent à arriver à Radom, avant d'être envoyés vers de plus petites villes et villages du district de Radom. 

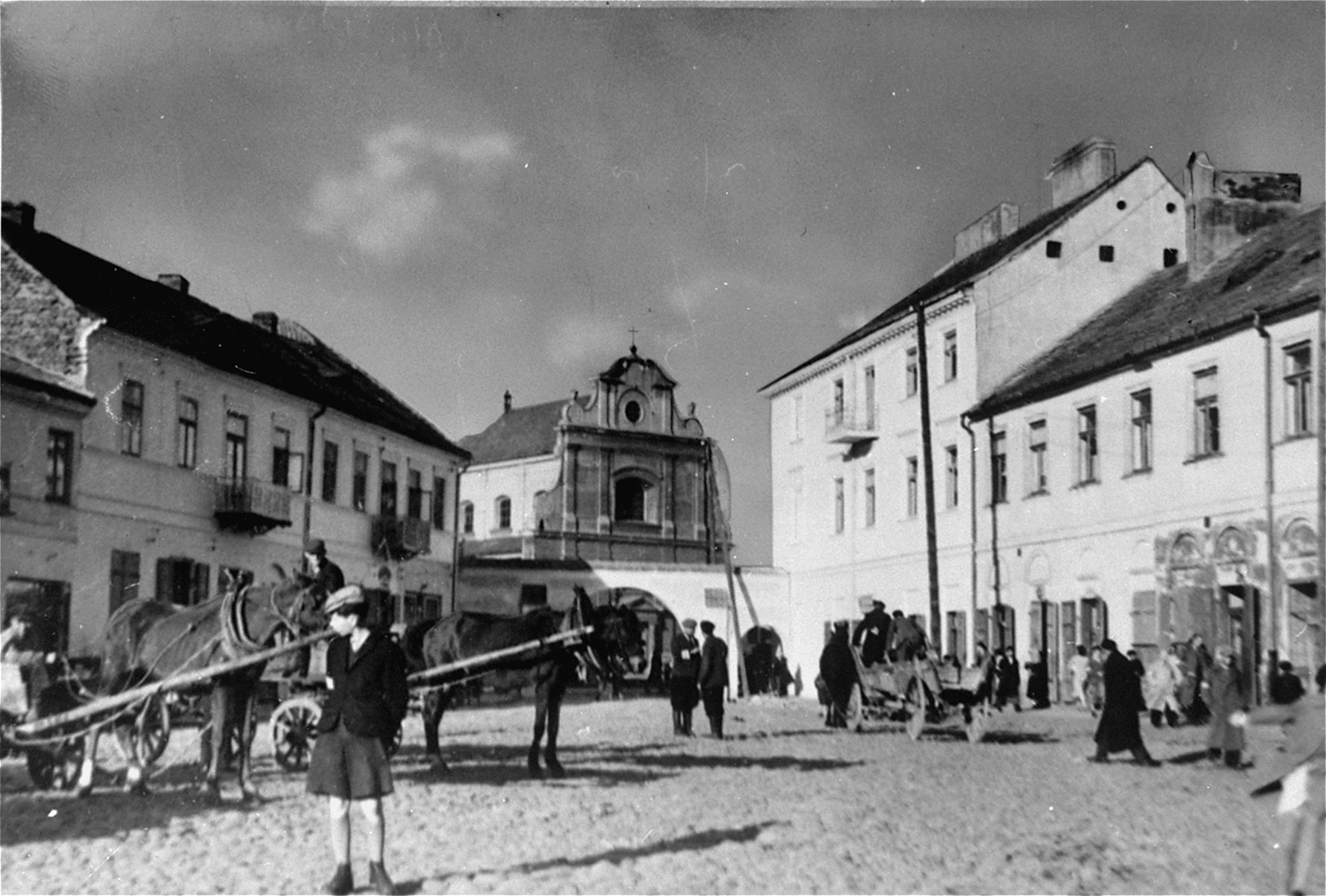
Entrée du ghetto.

Au printemps 1941, juste avant la création du ghetto, on compte environ 32 000 Juifs à Radom. En avril 1941, un décret impose la création de deux ghettos séparés à Radom: le soi-disant grand ghetto est situé dans le centre de la ville et inclus le quartier juif traditionnel, c'est-à-dire la rue Wałowa et les rues avoisinantes. Le petit ghetto se trouve dans le pauvre faubourg de Glinice, où vivaient ensemble avant-guerre Juifs et Catholiques. Les 32 000 Juifs présents à Radom sont contraints de quitter leur habitation et de s'installer dans les ghettos, la majorité dans le grand ghetto. Le 7 avril 1941, les deux ghettos sont clos avec interdiction aux Juifs d'en sortir sans autorisation spéciale.
Le 19 février 1942, appelé le jeudi sanglant, se déroule la première exécution de masse: 40 personnes sont abattues tandis que quelques dizaines d'autres, principalement des activistes de gauche, sont déportés à Auschwitz. La seconde exécution a lieu le 28 avril 1942: environ 70 personnes sont abattues, y compris des membres du Judenrat et quelques dizaines d'autres sont envoyés à Auschwitz.   
Dans la nuit du 4 au 5 aout 1942 se produit la première déportation de masse des habitants du petit ghetto. 100 à 150 personnes, principalement des enfants et des personnes âgées sont abattues dans la zone du ghetto et sur le chemin vers la gare. Seules environ 80 à 100 personnes travaillant en usines pour les besoins du Reich allemand sont laissées sur place. Tous les autres, soit 8 000 personnes y compris 2 000 du grand ghetto sont déportés vers le camp d'extermination de Treblinka. Dans la nuit du 17 au 18 aout, le grand ghetto est partiellement liquidé. Plusieurs témoins ont rapporté:
« Pendant trois nuits et deux jours, des raids ont été systématiquement menés à la recherche des femmes et des enfants, bloc après bloc, bâtiment après bâtiment, et ils les ont impitoyablement chassés jusqu'à des wagons de marchandises. Des unités entières de soldats SS armés, de la Gestapo, de policiers militaires, de groupes d'Ukrainiens en uniforme SS se sont déplacés dans les rues du ghetto, tuant tous ceux qui tentaient de s'échapper du groupe. »
Entre 1 000 et 1 500 personnes sont assassinées sur place et les 10 000 restants sont déportées vers Treblinka, tandis qu'un petit groupe de personnes sélectionnées est dirigé vers un camp de travail installé rue Szwarlikowska. Dans le jardin Penz, situé rue Starokrakowska, les nazis assassinent tous les pensionnaires d'un foyer de personnes âgées et handicapées, et tuent tous les patients de l'hôpital juif orthodoxe. Tous les membres du Judenrat encore vivants sont exécutés. L'étape suivante de la liquidation se passe la nuit suivante, du 18 au 19 aout. Parmi les habitants restant dans le ghetto, les nazis sélectionnent environ 1 500 personnes capables de travailler tandis que 8 000 personnes sont conduites à la gare et entassées dans des wagons à destination du camp d'extermination de Treblinka. 200 personnes incapables de marcher sont abattues sur place. En deux jours, ce sont près de 18 000 personnes qui ont été transportées à Treblinka.
Quelques centaines de personnes réussissent à s'échapper du ghetto et à se réfugier dans les forêts environnantes, où ils organisent des détachements de partisans, certaines vont réussir à rejoindre Varsovie et à participer à l'insurrection de Varsovie en aout 1944. Un seul homme, Nusyn Berkowich, réussit à sauter du train pendant le transport vers Treblinka. Après la liquidation du ghetto, de nombreux enfants se retrouvent seuls dans le ghetto. Ils sont tués par les nazis qui jettent des grenades dans les immeubles.          
Les 3 000 Juifs restant à Radom sont installés dans le camp de travail rue Szwarlikowska. Ils sont tout d'abord utilisés à enterrer les personnes tuées dans l'enceinte du ghetto, puis à trier les biens des Juifs avant que ceux-ci soient expédiés en Allemagne. En novembre 1942, le camp de la rue Szwarlikowska est liquidé. Certains prisonniers sont envoyés au nouveau camp de travail rue Szkolna, et environ 300 autres dans des camps à Płaszów et à Ostrowiec Świętokrzyski. Les prisonniers restés au camp de la rue Szkolna, travaillent pour la fabrique de blindage de Radom, qui appartient à l'entreprise Steyr-Daimler-Puch ou dans les ateliers de couture, de cordonnerie, d'horlogerie et d'impression mis en place dans le camp. Certains extraient de la tourbe, d'autres trient les affaires ayant appartenu aux Juifs, d'autres encore retirent les pierres tombales des cimetières juifs de Radom ou exhument les corps. Le 13 janvier 1943, 1 500 personnes sont envoyées de ce camp à Treblinka et le 23 mars 1943 un groupe de 117 personnes est abattu dans le cimetière juif de Szydłowiec. Un autre groupe est exécuté probablement à Firlej à 5 km de Radom ou rue Biala le 9 novembre.  
Le 17 janvier 1944, environ 150 personnes sont déportées de Radom vers le camp de travail à Pionki, et le 2 mars, 235 personnes sont envoyées au camp de Majdanek à Lublin. Le 26 juillet 1944, le camp de la rue Szkolna est évacué. Les 2 500 prisonniers environ qui travaillaient là, sont envoyés à pied jusqu'à Tomaszów Mazowiecki, distant de 85 km, et de là, transportés à Auschwitz. Quelques hommes de ce transport sont envoyés au Camp de concentration de Vaihingen sur l'Enz près de Stuttgart où ils sont employés à la construction de fortifications et de tranchées. Un petit groupe de ces travailleurs sera libéré le 7 avril 1945 par le 49e régiment d'infanterie de la 3e division d'infanterie algérienne de la 1re armée française. Quelques Juifs de Radom, déportés dans des camps à Dachau, Hessental et Kochendorf survivront et seront libérés par les Alliés.  

### Après la Seconde Guerre mondiale
Après la libération de Radom le 16 janvier 1945 par l'Armée rouge, il reste en ville environ 300 Juifs dont 180 citoyens de Radom. En mai 1945, il y a 400 Juifs et en juin avec le retour de quelques survivants des camps, on compte 959 Juifs, et à la fin de l'année 1 950 Juifs. Une petite communauté juive va se reformée, qui fonctionnera jusque dans les années 1950. À l'automne 1948, ils ne sont plus qu'une trentaine et en 1965, seulement 7 Juifs vivent à Radom.

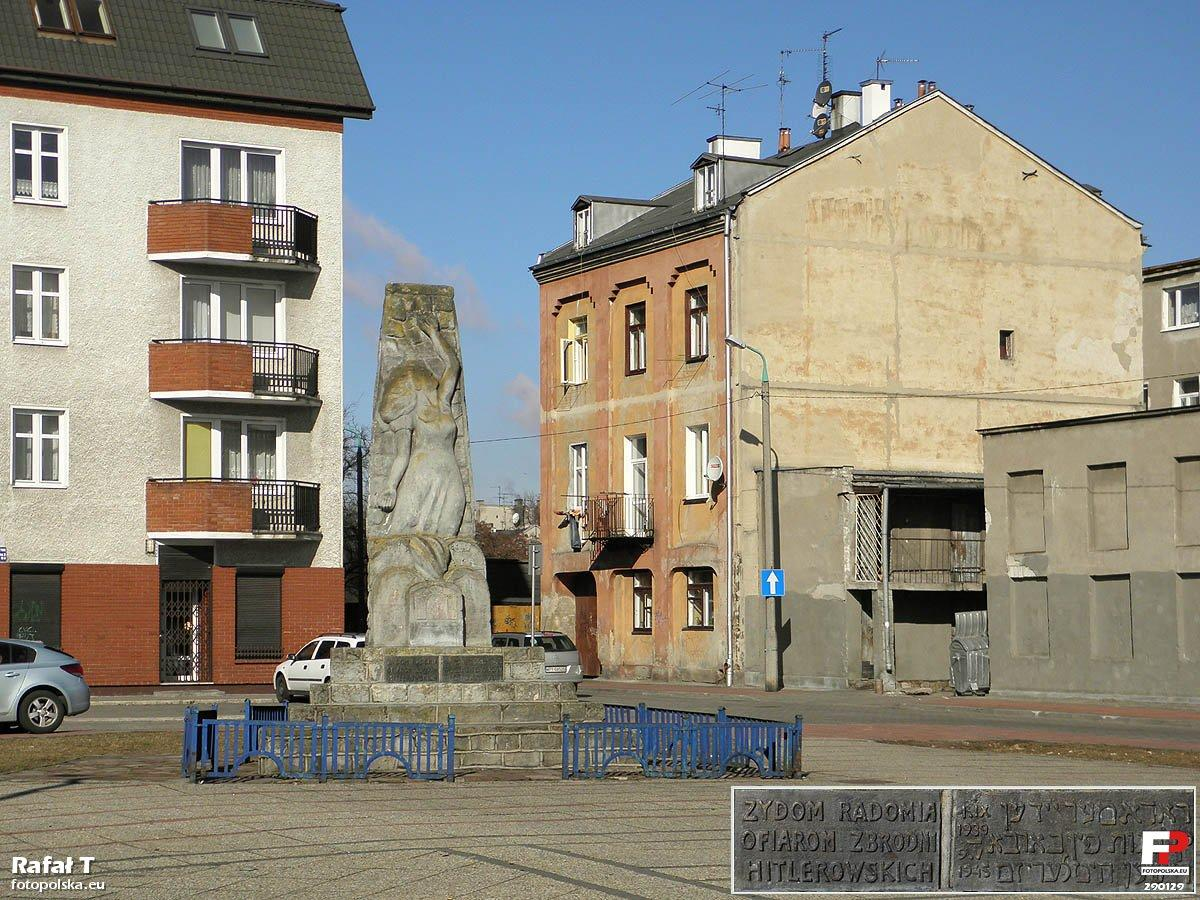
Monument commémorant les Juifs assassinés pendant la Seconde Guerre mondiale.

À l'initiative des survivants, en 1950, un monument aux martyrs juifs de la ville de Radom est inauguré sur le site de l'ancienne synagogue. Pendant la république populaire de Pologne, seul ce monument rue Podwalna rappelle les centaines d'années de présence juive à Radom. La mémoire de leur ville natale est cultivée par les Juifs de Radom et leurs descendants en Israël et  dans le monde entier. Comme le mentionne le Radom Jewish Memorial Book: « Radom était, en fait, un joyau de la couronne de la communauté juive polonaise ...».
Après 1989, et la chute du communisme, l'association des anciens citoyens juifs de Radom "Beit Radom", a commencé, avec l'aide de la municipalité, à retrouver et replacer les pierres tombales dans l'ancien cimetière juif rue Towarowa, détruit par les Allemands. Un monument commémoratif a été érigé dans son enceinte, inauguré en 2011 en présence du grand-rabbin de Pologne Michael Schudrich.

## Personnalités juives nées à Radom
- Eliyahu Ben-Elissar (1932-2000), politicien et diplomate israélien
- Jean de Bloch (1836-1902), banquier, industriel et pionnier du chemin de fer polonais
- Simon Cukier (1910-1987), figure de la Résistance juive en France pendant la Seconde Guerre mondiale.
- Tuviah Friedman (1922-2011), chasseur de nazis
- David Garfinkiel (1902-1970), peintre français
- Ned Glass (1906-1984), acteur américain
- Ben-Zion Gold (1923-2016), rabbin américain, survivant de la Shoah
- Edward Kossoy (1913-2012), avocat polonais défenseur des victimes du nazisme
- Jan Krugier (1928-2008), marchand d'art suisse, survivant de la Shoah
- Lucjan Levi (1922-?), agent de renseignement polonais actif dans les rangs du Shin Bet israélien
- Lejb Mincberg (1884-1941), Juif orthodoxe, industriel et député à la diète polonaise, mort au ghetto de Vilnius
- Jehoszua Perle (1888-1944), Écrivain, journaliste et traducteur de langue yiddish, mort à Auschwitz-Birkenau
- Michel Schwalbé (1919-2012), violoniste français
- Millie Werber (1926-  ), écrivaine polonaise, survivante de la Shoah
- Jan Woleński (1940- ), philosophe polonais, survivant de la Shoah

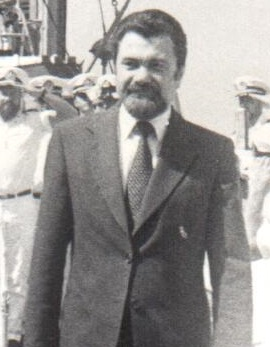
Eliyahu Ben-Elissar.
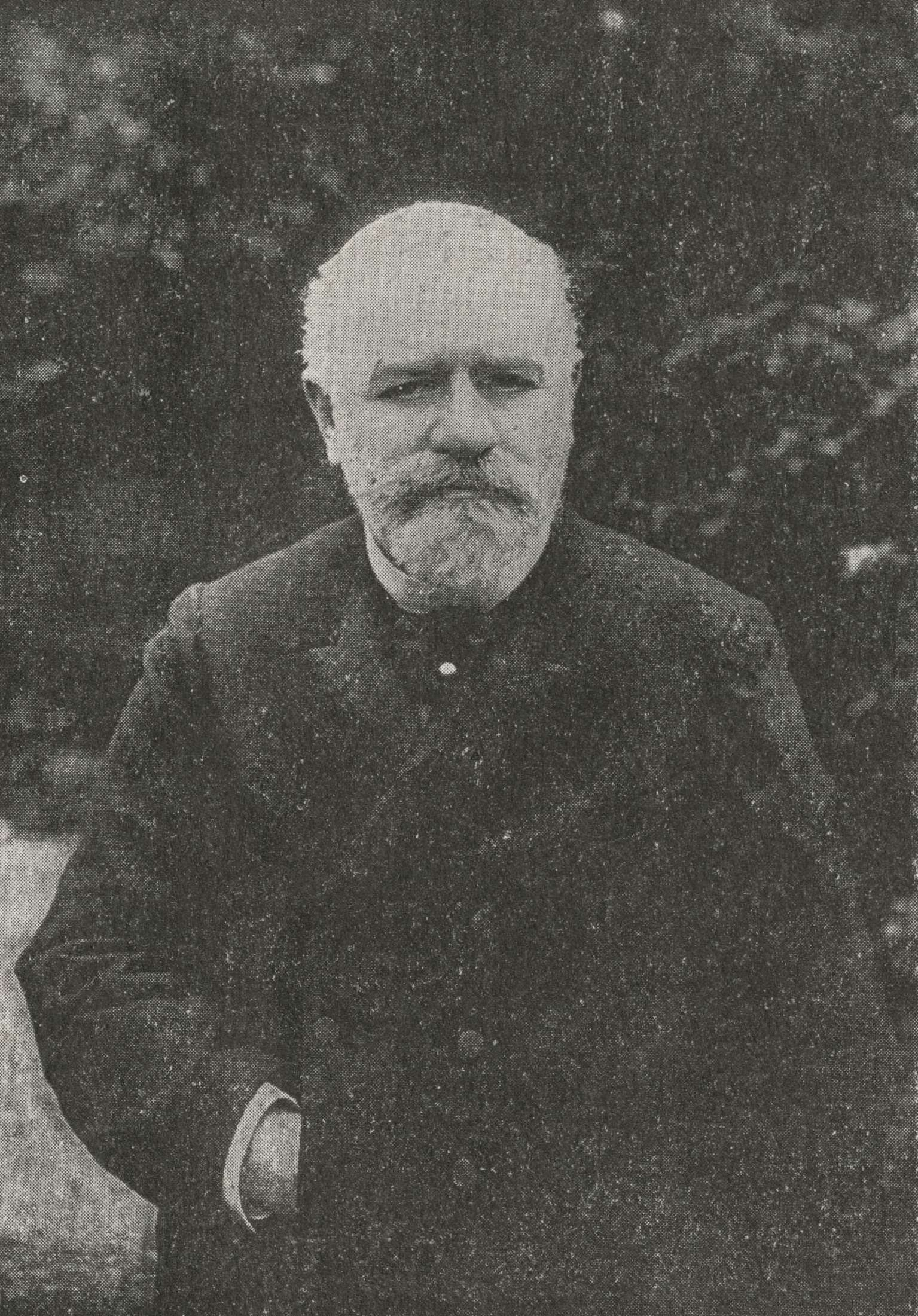
Jean de Bloch.
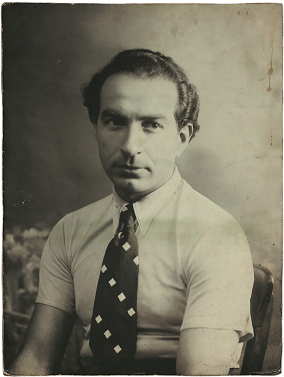
David Garfinkiel.
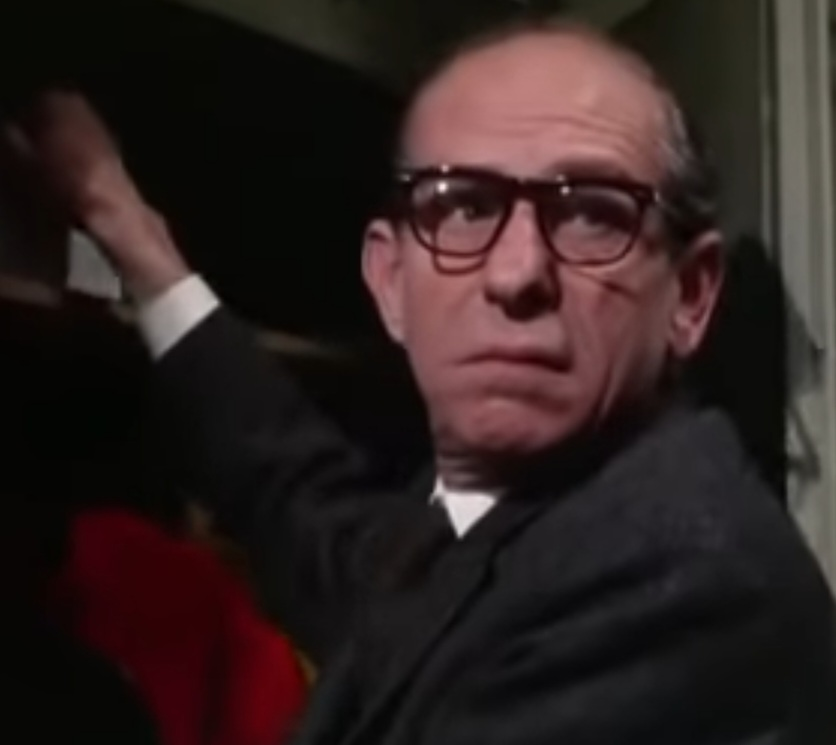
Ned Glass.
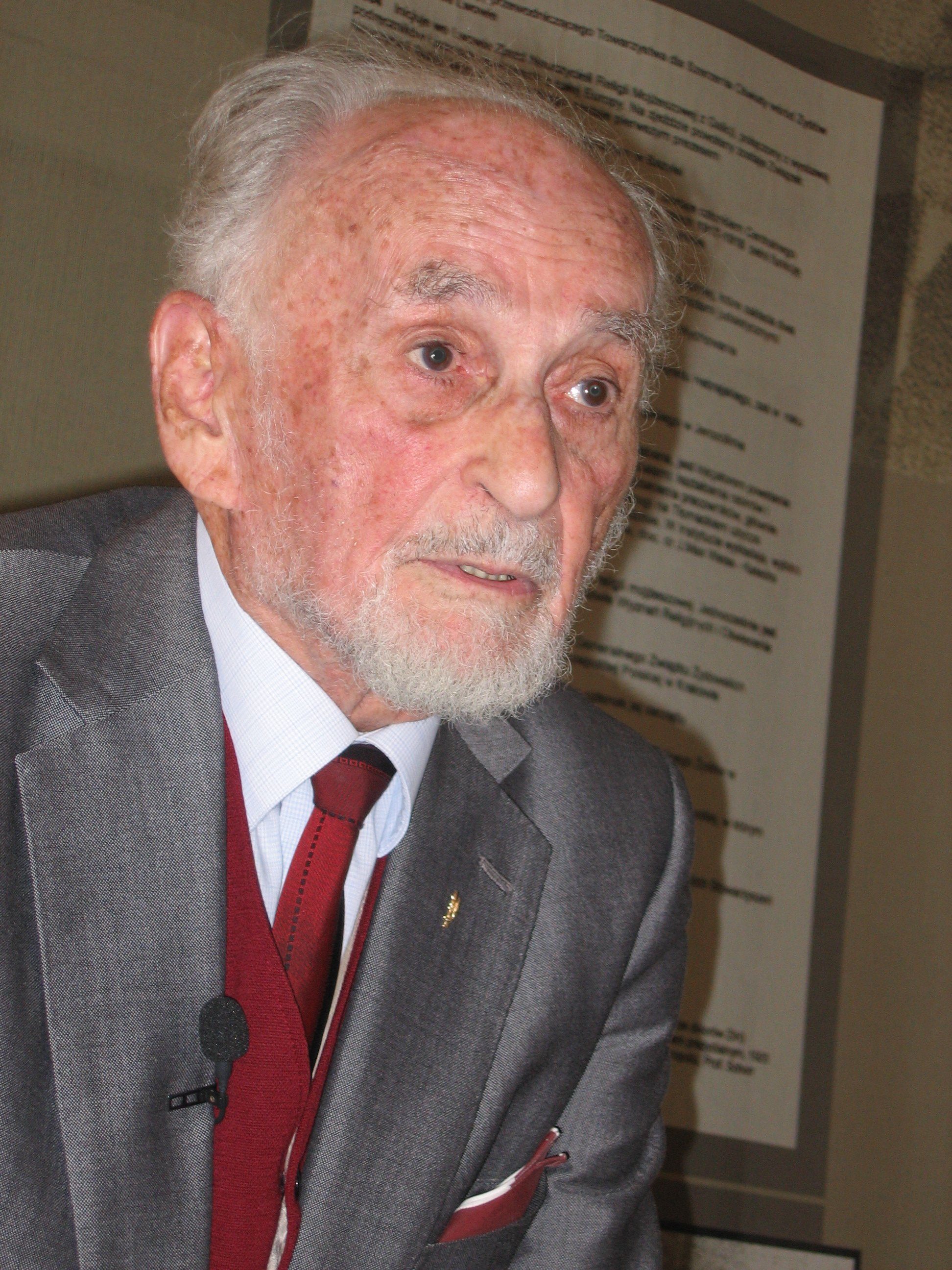
Edward Kossoy.
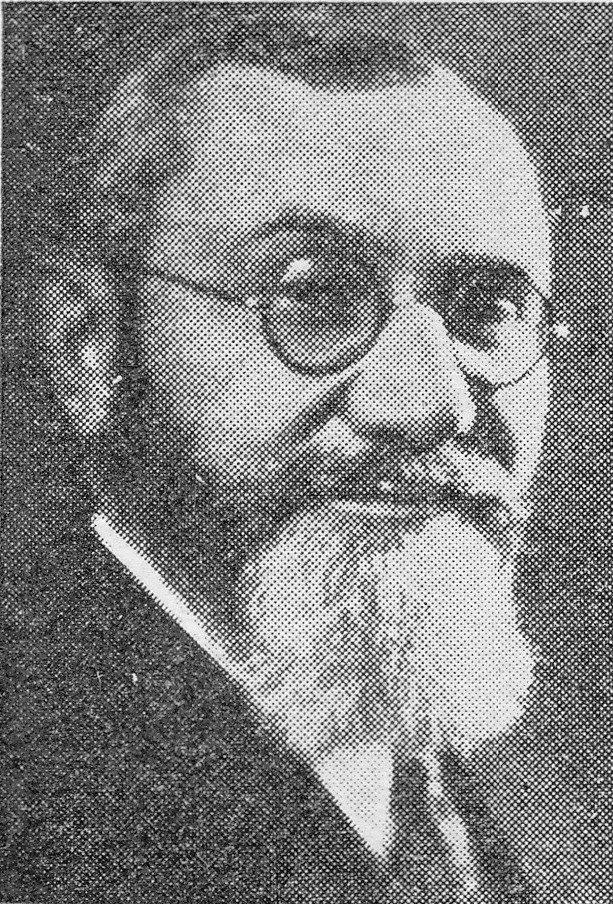
Lejb Mincberg.

## Évolution de la population juive
| Population juive à Radom, |                               |                 |                      |
| Année                     | Population totale de la ville | Nombre de Juifs | Pourcentage de Juifs |
| 1765                      | -                             | 65              | -                    |
| 1787                      | -                             | 91              | -                    |
| 1812                      | -                             | 340             | -                    |
| 1815                      | 2 726                         | 413             | 15,1 %               |
| 1822                      | 3 783                         | 505             | 13,3 %               |
| 1826                      | 3 742                         | 945             | 25,2 %               |
| 1841                      | 5 833                         | 1 650           | 28,2 %               |
| 1856                      | 9 509                         | 1 697           | 17,8 %               |
| 1862                      | 10 073                        | 2 724           | 27,0 %               |
| 1893                      | 18 820                        | 8 021           | 42,6 %               |
| 1897                      | 29 896                        | 11 277          | 37,7 %               |
| 1909                      | 39 981                        | 16 976          | 42,4 %               |
| 1921                      | 61 599                        | 24 465          | 39,7 %               |
| 1931                      | 77 902                        | 25 159          | 32,3 %               |
| 1938                      | 85 113                        | 24 754          | 29,0 %               |
| Mai 1945                  | -                             | ~400            | -                    |
| 1965                      | -                             | 7               | -                    |